# István Avar
István Avar (rum. Ștefan Auer, niem. Stefan Auer, ur. 28 maja 1905 w Aradzie, zm. 13 października 1977 w Kaposvárze) – rumuńsko–węgierski piłkarz austriackiego pochodzenia występujący na pozycji napastnika, reprezentant Rumunii (1926–1927) i Węgier (1929–1935), trener piłkarski.

## Kariera
István Avar był wychowankiem zespołu AMEF Arad. Potem grał w klubach Colțea Brașov, Újpest FC oraz FC Rapid Bukareszt. W tym zespole w sezonie 1940 został królem strzelców ligi rumuńskiej. Był także przez pewien czas grającym trenerem Rapidu. Taką samą funkcję pełnił później w klubie Kaposvári Rákóczi AC, gdzie zakończył karierę.
István Avar miał na koncie występy zarówno w reprezentacji Rumunii (3 bramki w 2 meczach), jak i Węgier (24 gole w 21 spotkaniach). W 1934 roku wystąpił na mistrzostwach świata.
Zmarł w wieku 72 lat, w węgierskim Kaposvárze.